# Kronika Tygodnia
Kronika Tygodnia – lokalny tygodnik, z siedzibą w Zamościu, obejmujący swoim zasięgiem teren dawnego województwa zamojskiego. Pismo adresowane jest głównie do ludzi poszukujących szeroko rozumianych wiadomości z regionu. 
30 kwietnia 2003 roku ruszyła oficjalna strona gazety, na której w każdą środę prezentowane są informacje z aktualnego wydania tygodnika.